# Jean Ier de Bragance
Jean Ier de Bragance, né vers 1543 à Vila Viçosa et mort le 22 février 1583 au même lieu est le 6e duc de Bragance et le 1er duc de Barcelos, entre autres titres. Il fit de son mieux pour porter sa femme, l'infante Catherine de Portugal, sur le trône du Portugal.

## Biographie
En 1563 il épousa sa cousine au premier degré, l’Infante Catherine, fille du duc Édouard de Guimarães et d'Isabelle de Bragance (elle-même tante de Jean car sœur de son père le duc Théodose Ier : deux enfants du duc Jacques de Bragance).
Au terme du désastre de la Bataille des Trois Rois, où le roi Sébastien avait trouvé la mort en 1578 sans laisser d'héritier, le vieux cardinal Henri était monté sur le trône ; mais ce prélat ne pouvant, de par sa fonction et son âge, avoir lui-même de descendance, la crise dynastique était patente bien avant sa mort en 1580. Aussi le duc de Bragance se mit-il à militer pour les droits de sa femme à monter sur le trône : celle-ci était en effet une petite-fille du roi Manuel Ier. Philippe II d'Espagne (autre petit-fils de Manuel Ier et également prétendant au trône), tenta de le convaincre de renoncer à défendre les prétentions de sa femme, en lui offrant la vice-royauté du Brésil, la charge de Grand-Maître de l’Ordre du Christ, le privilège d’affréter chaque année un galion personnel pour les Indes, et enfin l'assurance du mariage de son fils aîné, Théodose de Bragance à l'une de ses filles (soit Isabelle-Claire-Eugénie, soit Catherine-Michelle) ; mais le duc de Bragance demeura inflexible.

## La crise de succession du Portugal
À la mort du roi-cardinal, le duc accompagna les gouverneurs du Royaume à Lisbonne et Setúbal, tentant de s'assurer leur appui dans la reconnaissance de son épouse comme souveraine légitime ; devant la montée des violences, il finit toutefois par prendre le parti de Philippe II (futur Philippe Ier de Portugal). Au cours de la guerre civile qui s'ensuivit, Antoine de Crato fut défait à la Bataille d'Alcántara (1580) ; Philippe II fit son entrée au Portugal et fut confirmé par le Cortes de Tomar, où João occupait le poste de connétable.
Lorsque Philippe II partit pour l'Espagne, il confia la charge de connétable du Royaume à l'héritier de João, le duc Teodósio de Bragance, un titre de marquis de Flexilla-Xarandilla à son cadet, Dom Duarte, enfin une charge de colonel et plusieurs fiefs au benjamin, Dom Alexandre, destiné à l'état ecclésiastique. Il confirma à João son titre d’Excellence et ses droits sur la chancellerie.
Jean mourut à Vila Viçosa en 1583.

## Mariage et descendance
De son union avec Catherine naîtront :
- Marie de Bragance (1565-1592)
- Séraphine de Bragance (1566-1604), en 1594 elle épousa Jean Pacheco (1563-1615), duc d'Escabre
- Théodose II de Bragance, père du roi Jean IV
- Édouard de Bragance, marquis de Flexilla (1569-1627), en 1596 il épousa Béatrix d'Oropesa, en 1610 il épousa Guyomare d'Ayras de Pardo
- Alexandre de Bragance (1570-1608), il fut archevêque d'Evora
- Chérubine de Bragance (1572-1580)
- Angélique de Bragance (1573-1576)
- Marie de Bragance (1573-1573)
- Isabelle de Bragance (1578-1582)
- Philippe de Bragance (1581-1608)

## Sources
- Généalogie des rois et des princes de Jean-Charles Volkmann Edit. Jean-Paul Gisserot (1998)